# Gymnocolea inflata
Gymnocolea inflata là một loài rêu trong họ Anastrophyllaceae. Loài này được Huds. Dumort. mô tả khoa học đầu tiên năm 1835.